# Triconotus
Triconotus är ett släkte av skalbaggar. Triconotus ingår i familjen vivlar.
Kladogram enligt Catalogue of Life:
| Triconotus | \| \| Triconotus erectisetis \| \| \| \| |
|            | \| \| Triconotus erectisetis \| \| \| \| |
|            | Triconotus erectisetis                   |
|            |                                          |